# Titanidiops compactus
Titanidiops compactus là một loài nhện trong họ Idiopidae.
Loài này thuộc chi Titanidiops. Titanidiops compactus được Gerstäcker miêu tả năm 1873.